# Euríbia
Euríbia (em grego:  Εὐρυβία ou Εὐρυβίη), na mitologia grega,  era a deusa da fúria e da violência do mar, consorte do Titã Crio, que deu à luz Astreu, Perses e Palas. Foi uma divindade menor do mar, sob o domínio de Posídon. Seus pais foram Ponto e Gaia.

## Héracles
A filha de Téspio também se chamava Euríbia; ela teve um filho com o herói Héracles, chamado Polilau.